# Babindol
Babindol este o comună slovacă, aflată în districtul Nitra din regiunea Nitra. Localitatea se află la altitudinea de 195 m deasupra n.m., se întinde pe o suprafață de 5,75 km2 și în 2017 număra 743 de locuitori.

## Istoric
Localitatea Babindol este atestată documentar din 1271.

## Demografie
| An:                | 1994 | 2004 | 2014    | 2024   |
| ------------------ | ---- | ---- | ------- | ------ |
| Număr de persoane: | 0    | 650  | 727     | 768    |
| Diferență:         |      | –    | +11,84% | +5,63% |

| An:                | 2023 | 2024   |
| ------------------ | ---- | ------ |
| Număr de persoane: | 773  | 768    |
| Diferență:         |      | −0,64% |